# Butokukai Poland

Kokusai Butokukai / Butokukai Poland

Der Butokukai Poland (jap. 波蘭武徳会) ist ein 2005 gegründeter, polnischer Kampfkunstverband zur Förderung der Kampfkunst des Shorinji ryu (Karate, Kobudo, Tai Chi) des Stilbegründers Großmeister Richard Kim (* 1917; † 2001), Hanshi, 10. Dan. Der Verband ist Mitglied des Kokusai Butokukai und Butokukai Europe.

## Verbandszweck
Der Zweck des Verbandes ist die Förderung der traditionellen Kampfkünste Shorinji Ryu, bestehend aus dem Karate Do, Okinawa Kobudo, Tai Chi, sowie Chi Kung.

## Namensbedeutung
Butokukai (武徳会 Kampfkunstverband), Polen (波蘭)
- Bu (武 Krieger, Waffen)
- Toku (徳 Tugend, Moral)
- Kai (会 Verband)

## Geschichte
Der Name Butokukai geht zurück auf die Dai Nippon Butokukai (DNBK) die 1895 in Kyōto, Japan mit offizieller Zustimmung des Kaiserhauses gegründet wurde. Großmeister Richard Kim wurde im Jahr 1939 Mitglied der DNBK. Nach dem Zweiten Weltkrieg wurde die DNBK auf Drängen der Alliierten aufgelöst, da die Nähe zum paramilitärischen und ultranationalistischen Black Dragon Society (Armur-Bund), kein Wohlwollen fand.
Nach der Unterzeichnung des Friedensvertrages zwischen den USA und Japan wurde die DNBK als private Budo-Organisation im Jahre 1953 unter dem Vorsitz von Ōno Kumao wiederbelebt. Als enger Freund von Ōno Kumao wurde Richard Kim gebeten, die DNBK außerhalb Japans zu vertreten. Dies war 1959 in San Francisco die Grundsteinlegung für die Zen Bei Butoku Kai (Great American Martial Arts Association).
Die wachsenden internationale Beziehungen jenseits der USA zu Frankreich, Finland und Deutschland erforderte die Gründung eines internationalen Kampfkunstverbandes. So entstand im Jahr 1976 die Organisation Butokukai International unter der Leitung von Richard Kim. Nach 60 Jahren verließ Großmeister Richard Kim 1999 die DNBK aufgrund von innenpolitischen Differenzen. Nach dem Tod von Richard Kim wurde der Butokukai International 2001 aufgelöst.
Im Jahre 1996 veranlasste Jean Chalamon im Einvernehmen mit Richard Kim die Gründung des Butokukai Europe. Somit konnten die nationalen Verbände Butokukai Finland, Butokukai France und Butokukai Germany unter einem gemeinsamen europäischen Dach vereint werden.
Der Butokukai Poland wurde im Jahre 2005 von Pawel Czarzasty im Einvernehmen mit Großmeister Jean Chalamon, Hanshi, 10. Dan, gegründet. Im Jahre 2016 verließ Pawel Czarzasty den Butokukai Europe.
Die Änderung des Logo wurde 2006 notwendig, um sich klar von der DNBK zu unterscheiden.

## Vertretung
Technischer Direktor
- Pawel Czarzasty, 1. Dan

## Das Emblem
Der Rand symbolisiert die Tugenden der Kampfkünste und die Strahlen mit dem orangefarbenen Hintergrund stehen für die aufgehende Sonne.
Das Zeichen 忍 bedeutet „Geduld“.